# Bradyidius subarmatus
Bradyidius subarmatus är en kräftdjursart som beskrevs av Markhaseva 1993. Bradyidius subarmatus ingår i släktet Bradyidius och familjen Aetideidae. Inga underarter finns listade i Catalogue of Life.